# Згадати заново
«Згадати заново» (англ. Rememory) — британо-американо-канадський науково-фантастичний містичний фільм 2017 року режисера Марка Паланскі за сценарієм Марка Паланскі та Майкла Вукадіновича. У фільмі зіграли Пітер Дінклейдж, Джулія Ормонд, Мартін Донован, Антон Єльчін, Генрі Йен К'юзік та Метт Елліс.

## Сюжет
Сем Блум (Пітер Дінклейдж) і його брат Деш (Метт Елліс) їдуть вночі, коли їхня машина зіштовхується з іншою, внаслідок чого Деш гине.
Через рік науковий піонер Гордон Данн (Мартін Донован) загадково помирає. Він створив пристрій, який дозволяє записувати і переглядати спогади. Блум намагається розкрити вбивство за допомогою цієї машини пам'яті, а також сподівається відновити пам'ять про смерть брата, щоб зрозуміти його останні слова. Блум дізнається, що пристрій Данна має технічну несправність, яка викликає повторювані галюцинації у користувачів, включаючи його самого. Більшість користувачів були дуже засмучені Данном, прямо звинувачуючи його у своєму психічному погіршенні. Він також дізнається, що Данн і його дружина Керолін (Джулія Ормонд) розлучилися після того, як втратили єдину доньку в аварії. Після конфронтації з одним зі своїх пацієнтів Данн усвідомив, скільки болю завдає людям його машина, і спробував використати її, щоб стерти власні болючі спогади. Однак це призвело до його смерті, коли машина викликала у нього синаптичний збій.
Блум передивляється свої «спогади про аварію» і розуміє, що його брат просто співав слова пісні перед смертю. Справжньою правдою його пам'яті є усвідомлення того, що Данни були в іншій машині і що їхня донька загинула в результаті зіткнення. Побачивши, що дівчинка мертва, Блум втік з місця події, залишивши брата напризволяще. Блум передає свої спогади Керолін як своєрідне вибачення. Минає час, і незрозуміло, чи дивиться вона на склянку пам'яті, пізніше вона викидає її разом із записами Данна в море, спостерігаючи, як її донька грається на воді — галюцинація, викликана її власним використанням пристрою пам'яті. Під час запуску відремонтованого пристрою пам'яті демонструється монтаж життів усіх, хто постраждав від пристрою, а також звучить запис Данна, який описує силу спогадів для людини.
Востаннє Сема бачать на причалі з моделлю, яку він створив із усіх піддослідних, Керолін, себе та Данна, і кидає її у воду, щоб дозволити собі відпустити та піти далі.

## Акторський склад
| Актор            | Роль          |
| ---------------- | ------------- |
| Пітер Дінклейдж  | Сем Блум      |
| Джулія Ормонд    | Керолін Данн  |
| Мартін Донован   | Гордон Данн   |
| Антон Єльчін     | Тодд          |
| Генрі Йен К'юзік | Роберт Лоутон |
| Евелін Брошу     | Венді         |
| Метт Елліс       | Деш Блум      |

## Виробництво
27 березня 2012 року Кетрін О'Хара і Пітер Дінклейдж приєдналися до акторського складу фільму. 10 лютого 2016 року О'Хару у фільмі замінила Джулія Ормонд. Основні зйомки розпочалися 25 січня 2016 року в Гастауні, Ванкувер, та завершилися 22 лютого 2016 року. 

## Випуск
Прем'єра відбулася на кінофестивалі Sundance 25 січня 2017 року. 24 серпня 2017 року фільм вийшов на Google Play, а 8 вересня 2017 року — в кінотеатрах і на відео на замовлення від Lionsgate Premiere.